# 旗物

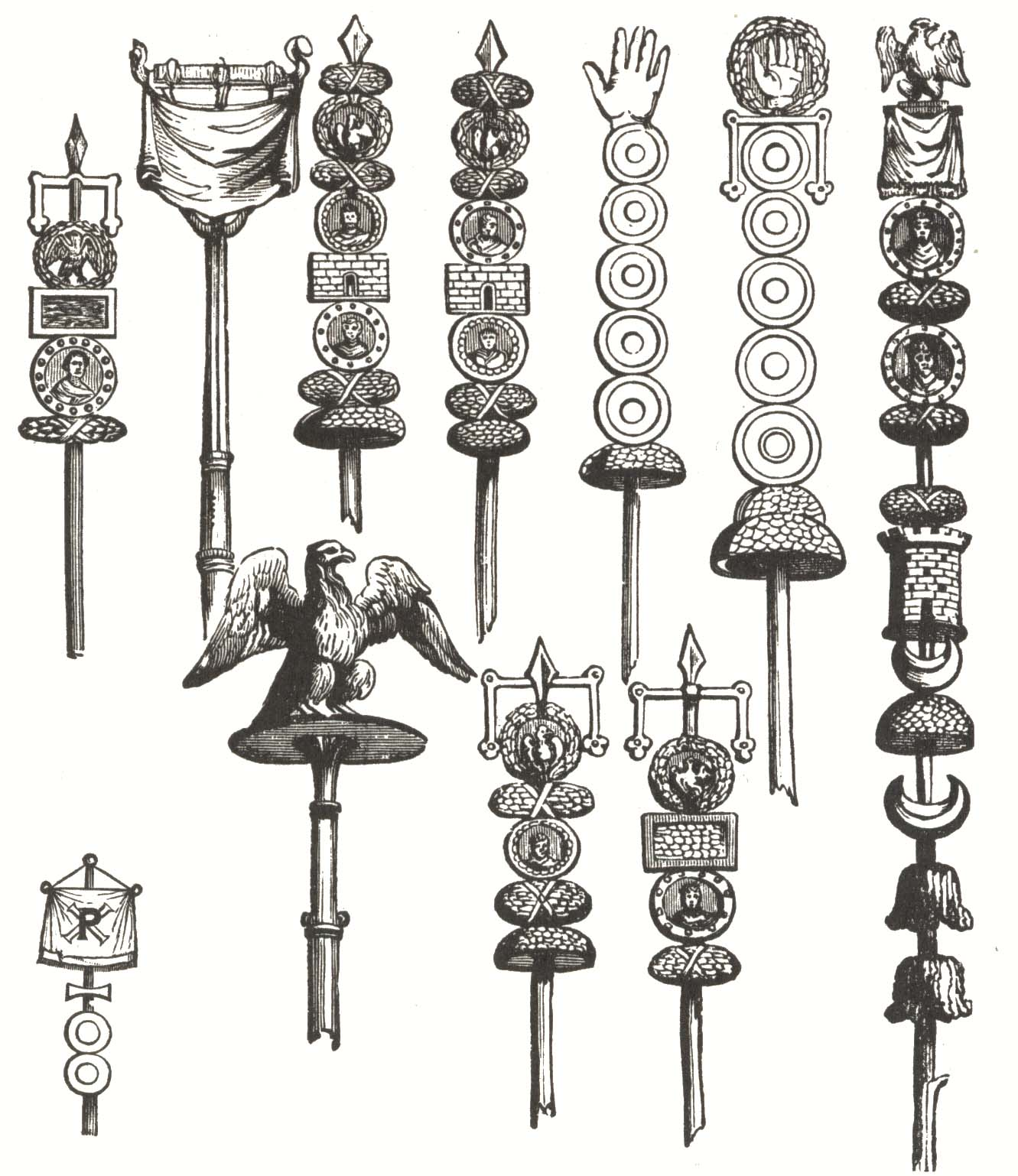
十一面羅馬帝國旗物的插圖。

旗物（vexilloid）是指任何類旗幟（旗幟狀）的物體，由國家、組織或個人用作旗幟之外的代表形式。美國旗幟學家惠特尼·史密斯於1958年創造「旗物」一詞，並將其定義為之。
一種功能類似旗幟，但在某些方面（通常是外觀）與旗幟有所不同的物品。旗桿是傳統社會的典型特徵，通常由一根頂端帶有徽章（例如動物雕刻）的棍棒組成。
這包括羅馬軍旗（vexilla）、飄旗（banderoles）、三角旗（pennons）、飄帶（streamers）、紋章旗（heraldic flags）、標準旗（standards）和垂掛式旗幟（gonfalons）。 例子包括薩珊王朝的戰鬥標旗卡維之旗，以及羅馬軍團的標準旗，如奧古斯都·凱撒的第十軍團的鷹和薩爾馬提亞人的龍形標準旗；後者被允許在風中自由飄揚，由騎士攜帶，但描繪暗示它與一個細長的龍形風箏更為相似，而不是一面簡單的旗幟。 

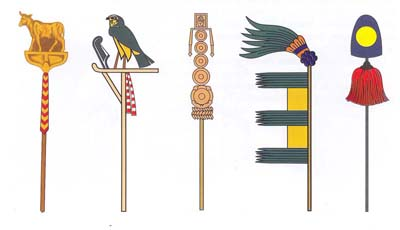
幾種旗物示意圖

在大約1100年到1400年之間的中世紀晚期，旗物的使用取代通用用途的旗幟。然而，旗物仍然被用於特定的目的，例如某些軍事組織或在街道遊行中象徵各種組織，如兄弟會組織。

## 歷史
旗物最初是作為部落等群體領導者的權杖，還用作可見的標誌，以便聚集或指向攻擊的方向。它們最初是用木材、角、尾巴、蹄和動物皮製成的，其他裝飾品則用雕刻和上漆的木材或金屬製作而成。阿茲特克的旗物由綠色的羽毛、黃金等金屬和寶石組成。現代新幾內亞的部落使用的旗物則由木材、乾草和羽毛製成，並在木材、羽毛和布上繪製徽章。

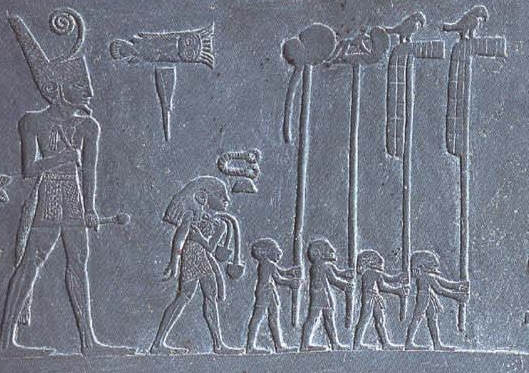
那爾邁調色板的細節，上面有已知最古老的旗物的描繪。

已知最古老的旗物出現在來自格爾塞文化的埃及陶器上以及那爾邁調色板的背面。這些旗物是前埃及王朝時期諾姆的象徵。最古老存世的旗物大約在5000年前被帶到波斯。它由一根頂端有鷹的金屬杖和一塊覆蓋有浮雕的金屬方塊組成。兩個旗物被描繪在納拉姆辛勝利碑上。在阿拉卡霍伊克，考古學家發現約公元前2400年至2200年之間的西臺帝國旗物，這些旗物的頂端飾品描繪著公牛、公鹿以及通常被解釋為太陽符號的抽象形式。

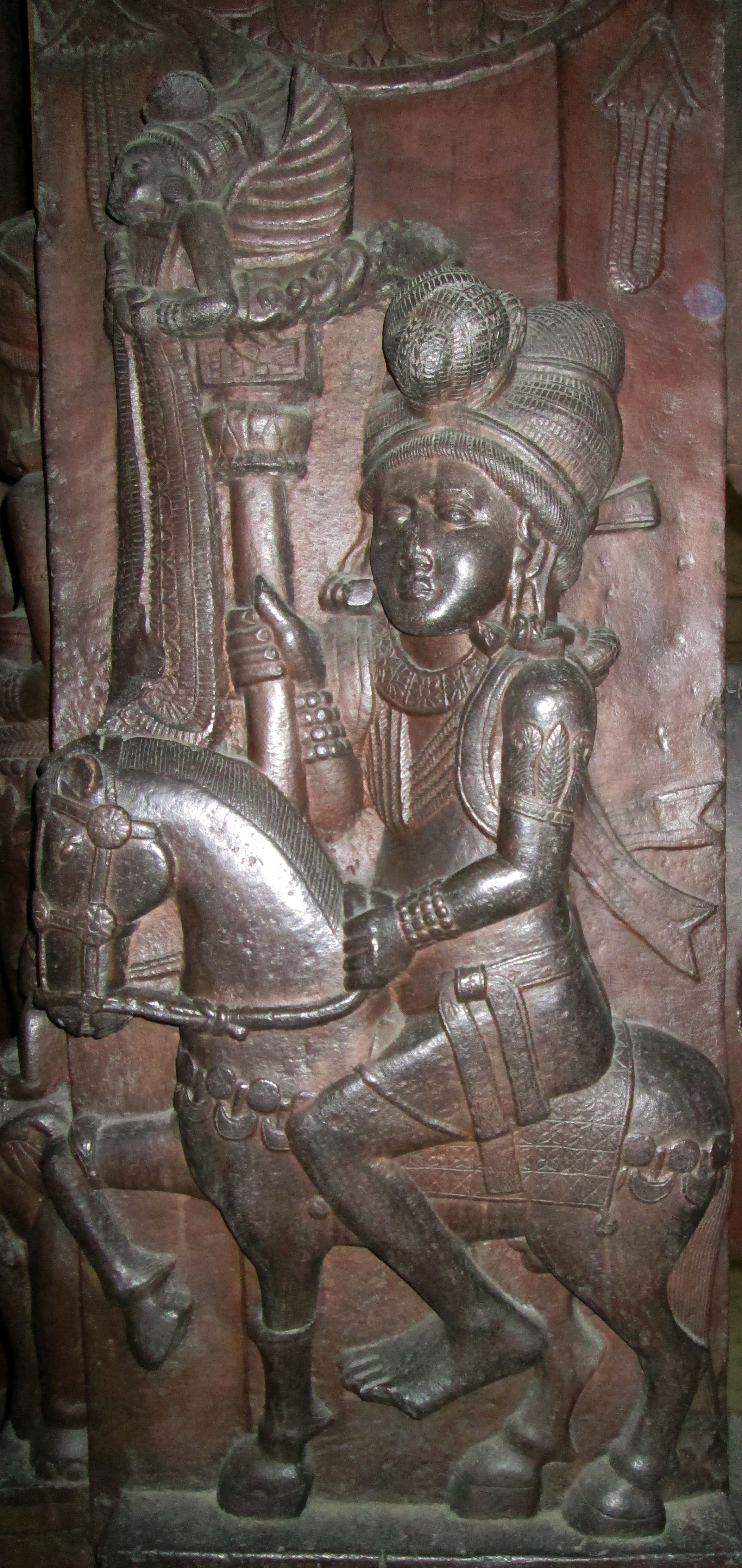
春畫風格的騎士手持旗物標準旗（vexilloid standard）。巴胡特。

古希臘軍隊使用類似於旗幟的軍旗，例如所謂的腓尼基斯（phoinikis），一種深紅色的布料，懸掛在旗杆或矛的頂端。然而，並不清楚其是否帶有任何裝置或裝飾。
古羅馬人從波斯人那裡採用旗物及其鷹徽的使用。羅馬軍團的軍標旗由一根銀飾槍桿組成，槍桿頂部有一個橫木，上面懸掛著各種野獸的形象，其中最重要的是鷹。槍桿上附有幾個金屬環，這些環的形狀如同月桂冠和刻有神明、皇帝及帝國家族成員形象的獎章。
古代蒙古人也使用了以金屬球或矛尖為頂端的旗杆形式的旗物，並附有馬尾。這種名為禿克的旗物在土耳其人中傳播，並成為土耳其軍隊的軍事象徵。在十七世紀和十八世紀，它們在波蘭軍隊的總司令之前被攜帶。 

## 例子

### 古時
- 阿契美尼德王朝在其旗物上使用風格化的獵鷹。
- 亞歷山大大帝的馬其頓帝國的旗物展示維吉納太陽。
- 希臘-巴克特里亞王國以大象作為其象徵。
- 印度-希臘王國以佛教三寶作為其象徵。
- 印度-斯基泰王國以獅子或獵豹作為其象徵。
- 印度-帕提亞王國的旗物可能與帕提亞太陽非常相似，並與卡維之旗相關。
- 貴霜帝國的旗物懸掛在一支長矛或三叉戟的尖端。
- 孔雀王朝的象徵是阿育王輪（英语：Ashoka Chakra）。
- 笈多王朝以迦樓羅作為其象徵。
- 古迦太基的旗物很可能由一支矛和一個上翹的圓盤及新月組成，象徵著神巴力（太陽 = 圓盤）和女神塔尼特（月亮 = 新月）[4]。
- 托勒密王國以宙斯之鷹（英语：Eagle of Zeus）作為其象徵。
- 古羅馬的軍旗上用緋紅色底色金色字體展示S·P·Q·R（ senātus populusque Rōmānus ）（羅馬元老院與人民）的標語。
- 薩珊王朝在中古波斯語中被稱為雅利安帝國（Eran Shahr）[5]，在其旗物上使用蓮花的象徵，稱為卡維之旗[6][7]。

巴登近衛騎兵團的旗物，1740–1919

### 中世紀
- 中亞與土耳其民族在前奧斯曼及奧斯曼時期的禿克。
- 蒙古帝國的旗物，稱為“Yöson Khölt tsagaan tug”（蒙古語：Есөн хөлт цагаан туг）或“九底白旗”（Nine Base White Banners），由九根旗杆組成，旗杆上懸掛著九根灰白色（英语：Off-white）的馬尾，整體呈圓形，上方有如火焰或三叉戟的形狀。九底白旗是汗國在其游牧帳篷前使用的和平象徵。蒙古帝國的戰旗與右側的旗物相同，不同之處在於馬尾為偏黑色的深灰色（英语：Shades of black）而非偏灰白色，因為它們是從黑馬而非白馬上剪下的。
- 紋章旗（英语：Heraldic flag）是一種基於紋章學設計的旗物，一個著名的例子是法國的金焰旗。
- 朱羅帝國以虎作為其象徵與旗物。

### 現代
- 法國帝國鷹是拿破崙大軍團在拿破崙戰爭期間在戰鬥中攜帶的權杖上的一隻鷹的形象。
- 在納粹德國，也被稱為第三帝國，SS使用他們在街頭遊行和紐倫堡集會中行進的旗物。這些旗物上方附有一隻鷹和一個卍字，並寫有攜帶這些旗物的SS部隊所在地的特定名稱。上面刻有口號「Deutschland Erwache」，意思是德國覺醒[8][9]。
- 個人創造各式設計的節慶圖騰（英语：Festival totem），置於可延展的旗杆上，以便在音樂祭的混亂人群中辨識自己 [10]。

## 來源
- 惠特尼·史密斯. . 紐約: 麥格勞希爾出版社. 1975. ISBN 0-07-059093-1.

## 外部連接
- 世界國旗往站上有關旗物的條目